# استیا جی ایچتن
 استیا جی ایچتن (انگلیسی: Estia J. Eichten؛ زاده ۲۴ مارس ۱۹۴۶) یک دانشمند اهل ایالات متحده آمریکا است.